# (32935) 1995 SV43
1995 SV43 (asteroide 32935) é um asteroide da cintura principal. Possui uma excentricidade de 0.12507470 e uma inclinação de 7.44449º.
Este asteroide foi descoberto no dia 25 de setembro de 1995 por Spacewatch em Kitt Peak.